# Sbz 3 / Zps 3
Sbz 3 / Zps 3 este o arie protejată (arie specială de conservare — SAC, sit de importanță comunitară — SCI, arie de protecție specială avifaunistică — SPA) din Belgia întinsă pe o suprafață de 5.675,6 ha, integral pe uscat.

## Localizare
Centrul sitului Sbz 3 / Zps 3 este situat la coordonatele 51°21′38″N 3°10′10″E / 51.3606°N 3.1694°E.

## Înființare
Situl Sbz 3 / Zps 3 a fost declarat arie de protecție specială avifaunistică în octombrie 2005 pentru a proteja 15 specii de animale. Alte tipuri de protecție:
- sit de importanță comunitară (în ianuarie 1900)
- arie specială de conservare (în ianuarie 1900)[1][2][3]

## Biodiversitate
Situată în ecoregiunea marină Atlantică, aria protejată conține 2 habitate naturale: Bancuri de nisip acoperite în permanență slab de apă marină, Recifuri.
La baza desemnării sitului se află mai multe specii protejate:
- păsări (9): cufundar mic (Gavia stellata), pescăruș negricios (Larus fuscus), Larus marinus, pescăruș mic (Larus minutus), rață neagră (Melanitta nigra), corcodel mare (Podiceps cristatus), chiră mică (Sterna albifrons), chiră de baltă (Sterna hirundo), chiră de mare (Sterna sandvicensis)
- mamifere (3): Halichoerus grypus, focă obișnuită (Phoca vitulina), marsuin (Phocoena phocoena)
- pești (3): Alosa fallax, Lampetra fluviatilis, Petromyzon marinus